# Ретропозоны
Ретропозо́ны — повторяющиеся фрагменты ДНК, включённые в хромосомы после того, как они были обратно транскрибированы с какой-либо молекулы РНК. В отличие от ретротранспозонов, они никогда не кодируют обратную транскриптазу. Таким образом, они представляют собой неавтономные элементы, способные к транспозиционной активности.
Не относящиеся к длинным концевым повторам ретротранспозоны (например, человеческие элементы L1) ошибочно относят к ретропозонам. Подсчёты показали, что в человеческом геноме встречается приблизительно 10000 дупликаций генов, из которых 2—10 % предположительно имеют функциональное значение. Такие гены называются ретрогенами и представляют собой тип ретропозонов. Классическим примером ретропозиции является ретропозиция пре-мРНК молекулы гена c-src в провирусного предшественника вируса саркомы Рауса (англ. Rous Sarcoma Virus (RSV)). Ретропозицированная молекула пре-мРНК гена c-src всё ещё содержит единственный интрон.